# 1961年B-52同溫層堡壘轟炸機空難
1961年B-52同溫層堡壘轟炸機空難是指1961年1月24日B-52同溫層堡壘轟炸機在接受空中加油时，发生燃料泄漏，飛機於北卡羅來納州戈爾茲伯勒墜毀。

## 事故
當時B-52裝載兩枚Mk39氫彈，其中一枚氫彈在降落傘的幫助下，緩慢落地，但另外一枚氫彈以每小時700英里的速度撞進農場，導致氫彈分裂為許多殘骸。B-52機上8人中有5人彈射成功，其餘3人則不幸喪生，機上兩枚氫彈，其中一枚的六道爆炸程序已順利啟動五道，而另一枚因為地下水流泛濫發掘困難所以放棄挖掘，至今仍長眠地下。

## 資料
- book Goldsboro Brokenarrow
- CSPAN Video book Goldsboro Brokenarrow（页面存档备份，存于）
- The Guardian Newspaper  - Account of hydrogen bomb near-disaster over North Carolina – declassified document（页面存档备份，存于）.
- BBC News Article - US plane in 1961 'nuclear bomb near-miss'（页面存档备份，存于）